# Joltjärnen
Joltjärnen är en sjö i Torsby kommun i Värmland och ingår i Göta älvs huvudavrinningsområde. Sjön är 4,3 meter djup, har en yta på 0,05 kvadratkilometer och är belägen 331 meter över havet.